# Шеван-Брюнель, Элизабет
Элизабет Шеван-Брюнель (фр. Élisabeth Chevanne-Brunel, род. 2 марта 1975, Санс) — французская профессиональная велогонщица, выступавшая в период с 1998 по 2006 годы. Она представляла свою страну на чемпионатах мира по шоссейному велоспорту 1998, 1999 и 2004 года. Сопрезидент Французской ассоциации женского велоспорта.

## Карьера
Элизабет начала свою карьеру в 1989 году в клубе Pédale Faidherbe в Перигё и выиграла 11 гонок в категории «кадеты», а затем стала чемпионкой мира среди юниоров в групповой гонке 1993 году в Перте, и заняла второе место в 1992 году в Афинах.
Элизабет стала чемпионкой Европы до 23 лет в 1997 году в Филлахе, и четыре раза попадала в двадцатку лучших на чемпионатах мира (17-я в 1994 году, 13-я в 1997 году, 19-я в 1998 году и 9-я в 2000 году).
Присоединившись к женской команде CA Mantes la Ville в 2001 году, она сильно разбилась во время пролога к 10-й Гранд Букль феминин в Бильбао, получив перелом таза со смещением. Она выбыла из строя на два месяца в течение сезона. В 2004 году она заняла второе место после Жанни Лонго в чемпионате Франции по шоссейному велоспорту и завершила свою карьеру в 2006 году в возрасте 31 года. Сейчас бывшая велогонщица работает консультантом по продажам в компании France Télécom.

## Достижения
1992
2-я на Чемпионате мира — групповая гонка U19
1993
 Чемпионат мира — групповая гонка U19
1994
Приз Шампань-Арденны
Ронде Национале де Разес
Ла Лондэ де Море
Сен-Сальви-де-ла-Бальм
Анневиль-сюр-Си
Генеральная классификация
1-й этап
Emakumeen Euskal Bira
2-я в генеральной классификации
4-й этап
2-й этап Тура по региону Шампань-Арденны
3-й этап Тура Финистер
2-я на Тур дю Кантон
3-я на Стаузее Рундфарт
3-я в Пуизо
1995
3-я на Чемпионате Франции — групповая гонка
3-я на Приз Об-ле-Донжон
3-я на Рут дю Мюскаде
1996
Луарская трасса
Ла Лондэ де Море
2-я на Сен-Сальви-де-ла-Бальм
3-я на Чемпионате Европы — групповая гонка U23
3-я на Приз города Монт-Пюжоль
1997
 Чемпионат Европы — групповая гонка U23
Ла Лондэ де Море
2-я на Тур де ла Дром
2-я на Ронде Аквитании
3-я на Ронде дю Перигорд
3-я на Флеш Гасконь
1998
Ронде дю Перигорд
Булазак
2-я на Туре Наварры
3-я на Флеш Гасконь
1999
Кот-дю-Марманде
2-я на Приз города Монт-Пюжоль
3-я на Туре Лимузена
2000
Тур Приморской Шаранты
3-я на Туре Лимузена
9-я на Чемпионате мира — групповая гонка
2003
Тур Лимузена
3-я на Сен-Сальви-де-ла-Бальм
3-я на Негрепелисс
2004
Тур Ардеш
Генеральная классификация
1-й этап
2-я на Чемпионате Франции — групповая гонка
2006
5-й этап Гранд Букль феминин
3-я на Тур де ла Дром
3-я на Ланнемезан

### Статистика выступления наГранд-турах
| Гонка / Год          | 1992           | 1993           | 1994           | 1995           | 1996           | 1997           | 1998           | 1999           | 2000           | 2001           | 2002           | 2003           | 2004           | 2005           | 2006 |
| -------------------- | -------------- | -------------- | -------------- | -------------- | -------------- | -------------- | -------------- | -------------- | -------------- | -------------- | -------------- | -------------- | -------------- | -------------- | ---- |
| Гранд Букль феминин  | 30             | 35             | 6              | 33             | —              | 15             | 35             | 30             | 22             | —              | 21             | 17             | —              | 6              | 15   |
| Рут де Франс феминин | не проводилась | не проводилась | не проводилась | не проводилась | не проводилась | не проводилась | не проводилась | не проводилась | не проводилась | не проводилась | не проводилась | не проводилась | не проводилась | не проводилась | 21   |
| Тур де л'Од феминин  | —              | —              | 30             | 16             | 12             | 9              | 11             | 21             | 23             | DNF            | 48             | —              | 17             | 66             | 37   |
| Джиро д’Италия Донне | —              | —              | —              | —              | 8              | 8              | 13             | —              | —              | —              | —              | —              | —              | —              | —    |